# Psychotria tetragonoides
Psychotria tetragonoides är en måreväxtart som beskrevs av Francis Raymond Fosberg. Psychotria tetragonoides ingår i släktet Psychotria och familjen måreväxter. Inga underarter finns listade i Catalogue of Life.